# Kanstantsin Sjtjarbak
Kanstantsin Vjatjaslavavitj Sjtjarbak (belarusiska: Канстанцін Вячаслававіч Щарбак; ryska: Константин Вячеславович Щербак: Konstantin Vjatjeslavoviitj Sjtjerbak), född den 8 april 1986 i Minsk i Vitryska SSR i Sovjetunionen (nu Belarus), är en belarusisk kanotist.
Han tog bland annat VM-guld i C-4 500 meter i samband med sprintvärldsmästerskapen i kanotsport 2006 i Szeged.